# ウィリアム・ケッペル (第4代アルベマール伯爵)

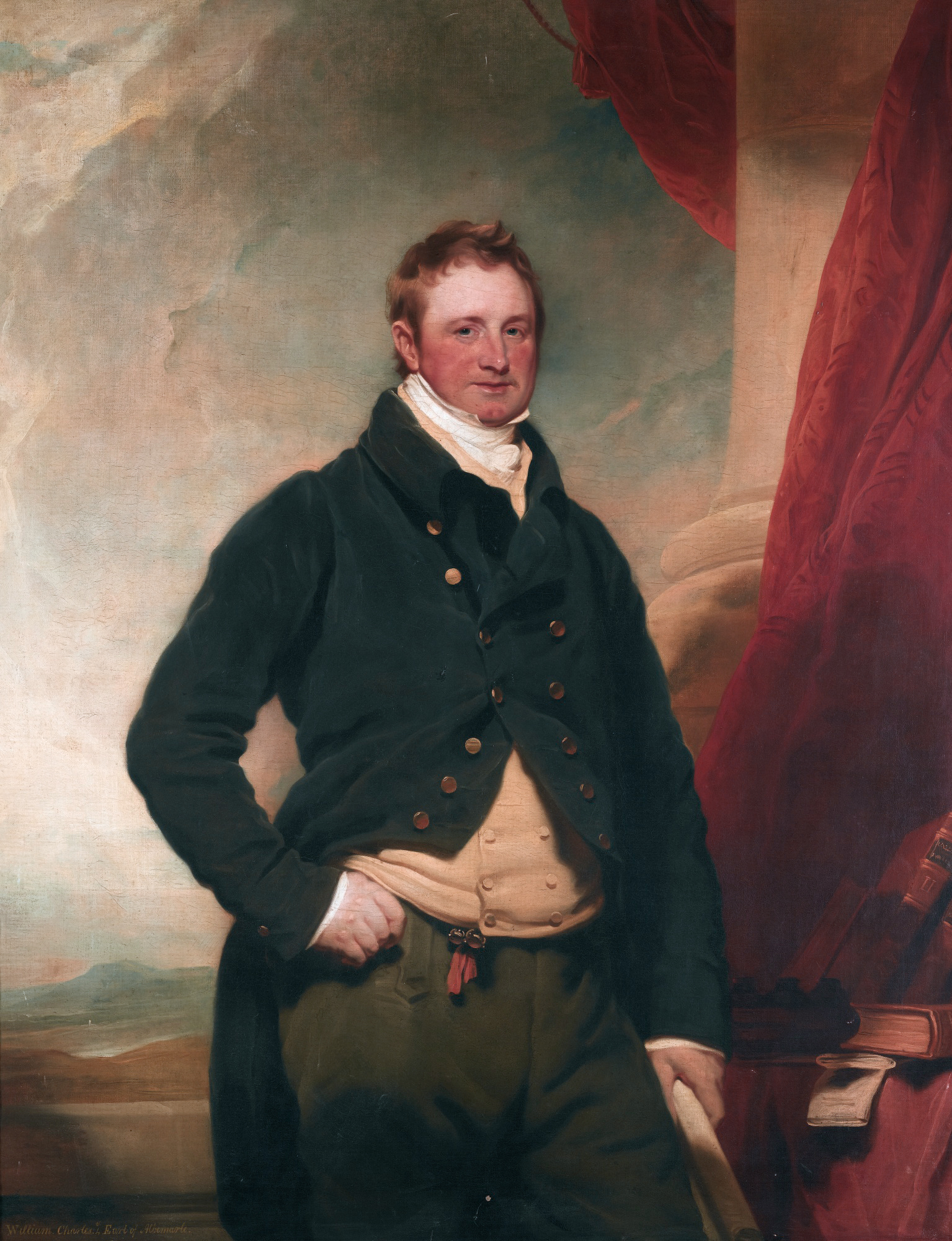
マーティン・アーチャー・シーによる肖像画。

第4代アルベマール伯爵ウィリアム・チャールズ・ケッペル（英語: William Charles Keppel, 4th Earl of Albemarle GCH PC、1772年5月14日 – 1849年10月30日）は、イギリスの貴族、政治家。バックハウンド管理長官（在任：1806年 – 1807年）、主馬頭（在任：1830年 – 1834年、1835年 – 1841年）を務めた。

## 生涯
第3代アルベマール伯爵ジョージ・ケッペルと妻アン（Ann、旧姓ミラー（Miller）、1824年7月3日没、第4代準男爵サー・ジョン・ミラーの娘）の息子として、1772年5月14日に生まれ、6月8日にセント・ジョージ・ハノーヴァー・スクエアで洗礼を受けた。1772年10月13日に父が死去すると、生後5か月でアルベマール伯爵位を継承した。イーリングの学校に通った後、1797年12月5日にケンブリッジ大学セント・ジョンズ・カレッジに進学した。
1791年に中尉としてノーフォーク民兵隊第1大隊に入隊、1792年3月22日に大尉に昇進、1793年7月18日に副隊長（中佐）に昇進した。
1806年2月12日/19日にバックハウンド管理長官に任命され、1807年5月13日ごろまで務めた。
1830年11月22日に枢密顧問官および主馬頭に任命された。国王ウィリアム4世の弟サセックス公爵オーガスタス・フレデリックが1833年に初代レスター伯爵トマス・クックに宛てた手紙によると、ウィリアム4世が不意打ちでアルベマール伯爵にシッスル勲章を授与したという。アルベマール伯爵はスコットランド人と血縁関係になく、スコットランドでの領地もなかったため、同年にロイヤル・ゲルフ勲章（文民部門）に修正された。
1834年12月29日ごろまでに主馬頭を退任したが、1835年4月24日/25日に再任、1841年9月3日までに辞任した。
1849年10月30日にノーフォークのクイデナムで死去、長男が早世したため次男オーガスタス・フレデリックが爵位を継承した。

## 家族
1792年4月9日、エリザベス・サウスウェル（Elizabeth Southwell、1776年1月11日 – 1817年11月14日、第20代ド・クリフォード男爵エドワード・サウスウェルの娘）と結婚、9男6女をもうけた。エリザベスは1817年の出産時に死亡した。
- ウィリアム（1793年3月1日 – 1804年4月9日[1]）
- オーガスタス・フレデリック（英語版）（1794年6月2日 – 1851年3月15日） - 第5代アルベマール伯爵[1]
- ソフィア（1797年3月28日 – 1824年9月29日） - 1819年8月10日、第2代準男爵サー・ジェームズ・マクドナルド（英語版）（1832年6月29日没）と結婚[10]
- エリザベス（1798年4月23日 – 1806年4月26日[10]）
- ジョージ・トマス（英語版）（1799年6月13日 – 1891年2月21日） - 第6代アルベマール伯爵[1]
- エドワード・サウスウェル（1800年8月16日 – 1883年12月1日） - 1828年7月24日、マリア・クレメンツ（Maria Clements、1885年1月8日没、第2代リートリム伯爵ナサニエル・クレメンツの娘）と結婚[11]
- チャールズ・ジェームズ（1801年11月1日 – 1817年9月27日[10]）
- アン・アミーリア（1803年6月16日 – 1844年7月22日） - 1822年2月26日、初代レスター伯爵トマス・クック（1842年6月30日没）と結婚。1843年10月15日、エドワード・エリス（英語版）（1863年9月20日没）と再婚[10][11]
- メアリー（1804年10月5日 – 1884年9月20日） - 1826年2月20日、ヘンリー・フレデリック・スティーブンソン（英語版）（1858年7月30日没）と結婚、子供あり。1868年2月18日、サミュエル・チャールズ・ウィットブレッド（Samuel Charles Whitbread）と再婚[10][11]
- ジョージアナ・シャーロット（1806年7月15日 – 1854年3月30日） - 1827年3月31日、エドワード・ユースタス・ヒル（Edward Eustace Hill、1799年 – 1861年4月30日）と結婚して、子供をもうけたが、1849年に離婚した。1849年8月4日に庶民院議員ウィリアム・ヘンリー・マガン（英語版）（1861年没）と再婚[10][11]
- フランシス・ロジャー（1807年11月20日 – 1816年12月18日[10]）
- ヘンリー（英語版）（1809年6月14日 – 1904年1月17日） - 1839年2月25日、キャサリン・ルイーザ・クロスビー（Katherine Louisa Crosbie、1859年6月5日没、サー・ジョン・クロスビーの娘）と結婚、子供なし。1861年10月31日、ジェーン・エリザベス・ウェスト（Jane Elizabeth West、1895年4月21日没、マーティン・ジョン・ウェストの娘）と再婚、子供あり[11]
- トマス・ロバート（1811年1月17日 – 1863年4月20日） - 1833年3月28日、フランシス・バレット＝レンナード（Frances Barrett-Lennard、1809年5月30日 – 1890年8月31日、初代準男爵サー・トマス・バレット＝レンナード（英語版）の娘）と結婚、子供あり[10][11]
- キャロライン・エリザベス（1814年4月3日 – 1898年5月26日） - 1835年5月23日、トマス・ガーニア（英語版）（1863年12月7日没）と結婚[10][11]
- ジョン・ラッセル（1815年6月6日 – 1823年12月3日[10]）

1822年2月11日、シャーロット・スザンナ・ハンロック（Charlotte Susannah Hunlock、1777年ごろ – 1862年10月13日、第4代準男爵サー・ヘンリー・ハンロックの娘）と再婚したが、2人の間に子供はいなかった。